# 祖娜與茨魯祖納
《祖娜與茨魯祖納》（羅馬化：Tsuna da Tsrutsuna）為一部蘇聯時期格魯吉亞短篇動畫電影，於1955年，由導演阿爾卡迪·欽提比澤根據阿夫克森蒂·察加雷利的兒童文學作品所製作。
這部電影收錄了作曲家瑪麗·達維塔什維利創作的歌曲。

## 劇情大意
祖娜（წუნა）與茨魯祖納（წრუწუნა）是兩隻相愛的老鼠。當地一位老男爵綁架了祖娜，結束了他們的幸福。茨魯祖納陷入絕望並考慮放棄生命，但他後來得到盟友的幫助並向綁匪發起挑戰。

## 外部連結
- 互联网电影数据库（IMDb）上《祖娜與茨魯祖納》的资料（英文）